# Yvon Neptune

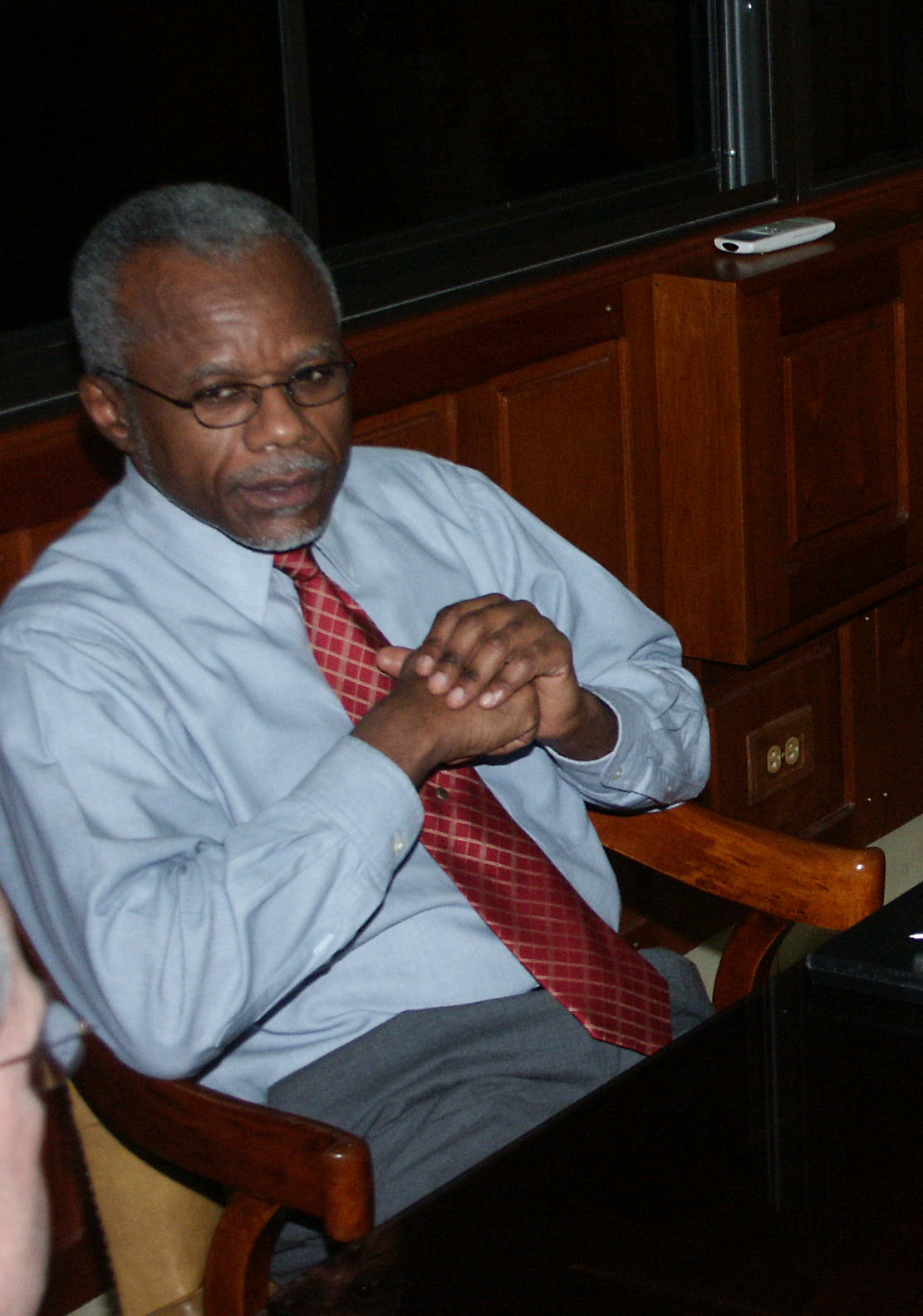
Yvon Neptune (März 2004)

Yvon Neptune (* 8. November 1946 in Cavaillon) war von 2002 bis 2004 Premierminister von Haiti.

## Leben
Neptune besuchte die Schule der Frères de l'Instruction Chrétienne (FIC), die Oberschule Philippe-Guerrier in Les Cayes und das Gymnasium Alexandre-Pétion in Port-au-Prince. Anschließend studierte er Architektur an der Université d’État d’Haïti und in New York.
Nach mehr als 20 Jahren in New York, in denen er für das Unternehmen Emery Roth & Sons in New York arbeitete, haitianischen Exilanten unterstützte und sich gegen den Staatsstreich vom 30. März 1991 in seiner Heimat aussprach, wurde er Berater von Jean-Bertrand Aristide, und kehrte in dessen Gefolge am 15. Oktober 1994 nach Haiti zurück.

## Politischer Werdegang
Nachdem Neptune als Sprecher der Lavalas-Partei fungiert hatte, kandidierte er bei den Wahlen des Jahres 2000 für den Senat, wurde im ersten Wahlgang gewählt und übernahm am 28. August 2000 das Amt des Präsidenten des Senats.
Präsident Aristide ernannte Neptune am 4. März 2002 zum Premierminister Haitis. Am 12. März erfolgte die Bestätigung durch beide Kammern des Parlaments. In seiner Regierungserklärung sagte er der Korruption im Land den Kampf an.
Am 2. März 2004, kurz nach der Absetzung des Präsidenten Aristide, versuchte eine aufgebrachte Menge erfolglos, Neptune festzusetzen. Ihm wurde Korruption vorgeworfen. Eigentlicher Auslöser für das gewaltsame Vorgehen waren Äußerungen Neptunes in verschiedenen ausländischen Medien. Darin hatte der Premierminister gesagt „Gefangener in seinem eigenen Amtssitz“ zu sein. Er betonte auch, bei der Vereidigung des Interimspräsidenten Boniface Alexandre nicht anwesend gewesen zu sein. US-Marines, die seine Residenz bewachten, töteten dort zwei bewaffnete Eindringlinge. Neptun wurde am 12. März 2004 durch eine nicht gewählte provisorische Regierung unter der Leitung von Gérard Latortue ersetzt, die drei Tage zuvor ernannt worden war.
Am 27. März 2004 untersagte die provisorische Regierung Neptune und 36 hochrangigen Beamten der Regierung Aristide die Ausreise aus dem Land, um Korruptionsvorwürfen nachgehen zu können. Am 27. Juni 2004 stellte sich Neptune der Polizei, nachdem er im Radio von einem Haftbefehl erfahren hatte. Er wurde ohne Anklage festgehalten. Am 4. Mai 2005 bezeichnete Thierry Fagart, Leiter der Menschenrechtsabteilung der MINUSTAH, Neptunes Festnahme als illegal.
Neptune trat am 18. April 2005 in einen Hungerstreik und lehnte Krankenhausaufenthalte und medizinische Versorgung im Ausland ab. Am 5. Mai wurde berichtet, dass er „dem Tod nahe“ sei. Am 23. Juni kritisierte Juan Gabriel Valdes, der UN-Sonderbeauftragte für Haiti, die Behandlung von Neptune durch die haitianische Regierung und forderte seine Freilassung aus dem Gefängnis. 14 Monate nach Neptuns erster Inhaftierung, am 14. September 2005, wurde eine formelle Anklageschrift gegen ihn veröffentlicht. Ihm wurde vorgeworfen, an dem Massaker von La Scierie beteiligt gewesen zu sein, einem angeblichen Überfall von Lavalas-Anhängern im Stadtviertel La Scierie in Saint-Marc. Spätere Untersuchungen ergaben, dass es keinen Hinweis darauf gab, dass Neptune direkt beteiligt war. Die Anklage wurde fallengelassen und nach zwei Jahren im Gefängnis, ohne jemals vor Gericht gestellt worden zu sein, wurde er am 28. Juli 2006 freigelassen.
Die Inter-American Commission on Human Rights (IACHR) in Washington untersuchte auf Antrag einiger Menschenrechtsgruppen das Vorgehen der haitianischen Regierung gegen Neptune und kam im Mai 2008 zu dem Schluss, dass elf einzelne Menschenrechtsverletzungen vorlagen.